# Бірлік (Ордабасинський район)
Бірлі́к (каз. Бірлік) — село у складі Ордабасинського району Туркестанської області Казахстану. Адміністративний центр Буржарського сільського округу.
Населення — 630 осіб (2021; 633 у 2009, 576 у 1999, 407 у 1989).